# Präsidium des 17. Deutschen Bundestages
Das Präsidium des 17. Deutschen Bundestages bestand aus dem Bundestagspräsidenten Norbert Lammert (CDU) sowie den fünf Stellvertretern Gerda Hasselfeldt (CSU) (bis 15. März 2011), Eduard Oswald (CSU) (ab 23. März 2011), Wolfgang Thierse (SPD), Hermann Otto Solms (FDP), Petra Pau (Die Linke) und Katrin Göring-Eckardt (Bündnis 90/Die Grünen).

## Wahlen zum Präsidium

### Konstituierende Sitzung am 27. Oktober 2009
| Name                        | Partei                | abgegebene Stimmen | benötigte Mehrheit | Ja  | Nein | Enthaltungen | ungültige Stimmen |
| --------------------------- | --------------------- | ------------------ | ------------------ | --- | ---- | ------------ | ----------------- |
| Norbert Lammert (Präsident) | CDU                   | 617                | 312                | 522 | 66   | 29           | 0                 |
| Gerda Hasselfeldt           | CSU                   | 618                | 312                | 496 | 66   | 52           | 4                 |
| Wolfgang Thierse            | SPD                   | 618                | 312                | 371 | 170  | 65           | 12                |
| Hermann Otto Solms          | FDP                   | 618                | 312                | 487 | 84   | 42           | 5                 |
| Petra Pau                   | Linke                 | 618                | 312                | 379 | 155  | 74           | 10                |
| Katrin Göring-Eckardt       | Bündnis 90/Die Grünen | 618                | 312                | 473 | 79   | 61           | 5                 |

### Nachwahl zum Präsidium am 23. März 2011
| Name          | Partei | abgegebene Stimmen | benötigte Mehrheit | Ja  | Nein | Enthaltungen | ungültige Stimmen |
| ------------- | ------ | ------------------ | ------------------ | --- | ---- | ------------ | ----------------- |
| Eduard Oswald | CSU    | 570                | 311                | 504 | 39   | 27           | 0                 |